# Pyrostegia venusta
Pyrostegia venusta, conhecida popularmente como: flor-de-são-joão, cipó-de-são-joão, cipó-bela-flor, marquesa-de-belas, cipó-pé-de-lagartixa, cipó-de-lagarto, nativa em quase todo Brasil, é uma trepadeira lenhosa, encontrada em beira de estradas, barrancos e cercas. O nome vem do seu uso em festividades juninas de São João. A multiplicação é por meio de estacas ou sementes. Começa a florescer em maio e vai até o mês de setembro, variando em cada estado do Brasil. Possui propriedades medicinais e tóxicas.

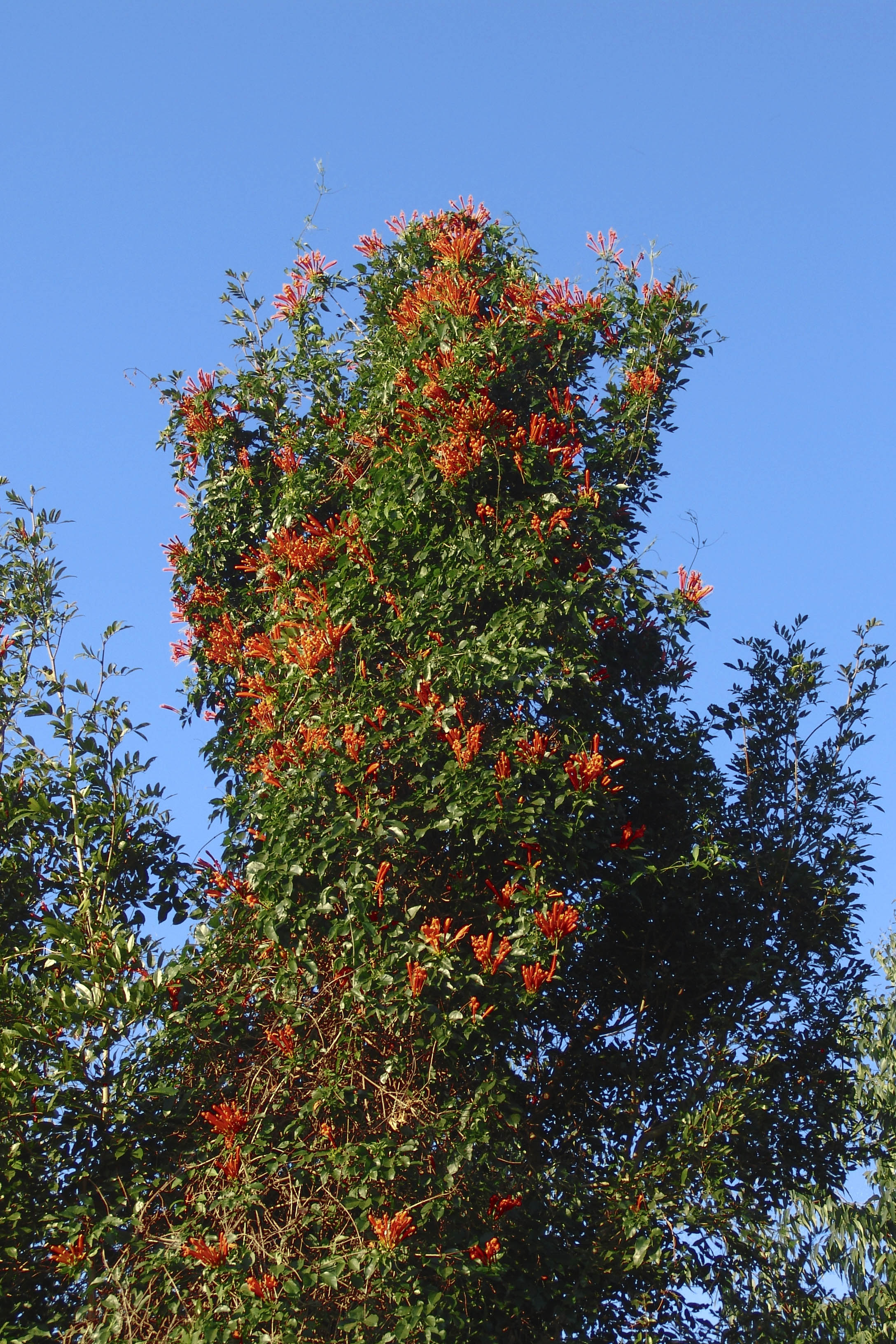
Flor-de-são-joão, a trepadeira se "apoiando" em uma árvore na beira de estrada.